# Calm Before the Storm
Albums de Venom
Possessed
(1985) Prime Evil
(1989)
Calm Before the Storm est le cinquième album studio du groupe de heavy metal britannique Venom. L'album est sorti en novembre 1987 sur le label Filmtrax.
Après l'enregistrement avorté de l'album Deadline et la séparation du line-up originel en 1986, Mantas est remplacé par deux jeunes guitaristes, Mike Hickey et Jim Clare, qui prennent alors les pseudonymes de Mike H et Jimi C. En raison de l'échec critique et commercial de l'album Possessed, Venom chercha à s'ouvrir à de nouveaux publics : les sonorités mieux produites et plus travaillées de cet album tendent vers le Metal épique et les paroles des chansons abandonnent le thème du satanisme grand-guignolesque qui avait fait le succès du groupe.
Du fait de l'échec commercial de cet album, Conrad Lant quittera le groupe en 1988 et partira fonder le groupe Cronos.
Devenu un collector, cet album sera réédité de nombreuses fois en CD durant les années 1990 mais sous la forme de bootlegs et sous des noms différents. Il n'a toujours pas été remastérisé ni réédité par Sanctuary Records et il semble bien qu'il ne le sera jamais.
Depuis la fin de l'année 2009, Venom reprend de plus en plus fréquemment des titres de cet album lors de ses concerts, notamment "Krakin' Up" et "Calm Before The Storm", contribuant ainsi à réhabiliter l'album dans le répertoire du groupe.

## Liste des titres
1. Black Xmas
2. The Chanting of the Priests
3. Metal Punk
4. Under A Spell
5. Calm Before a Storm
6. Fire
7. Krakin' Up
8. The Beauty and the Beast
9. Deadline
10. Gypsy
11. Muscle

## Composition du groupe
- Cronos (Conrad Lant) : chant, basse
- Mike H (Mike Hickey) : guitare
- Jimi C (Jim Clare) : guitare
- Abaddon (Anthony Bray) : batterie